# 分類單元

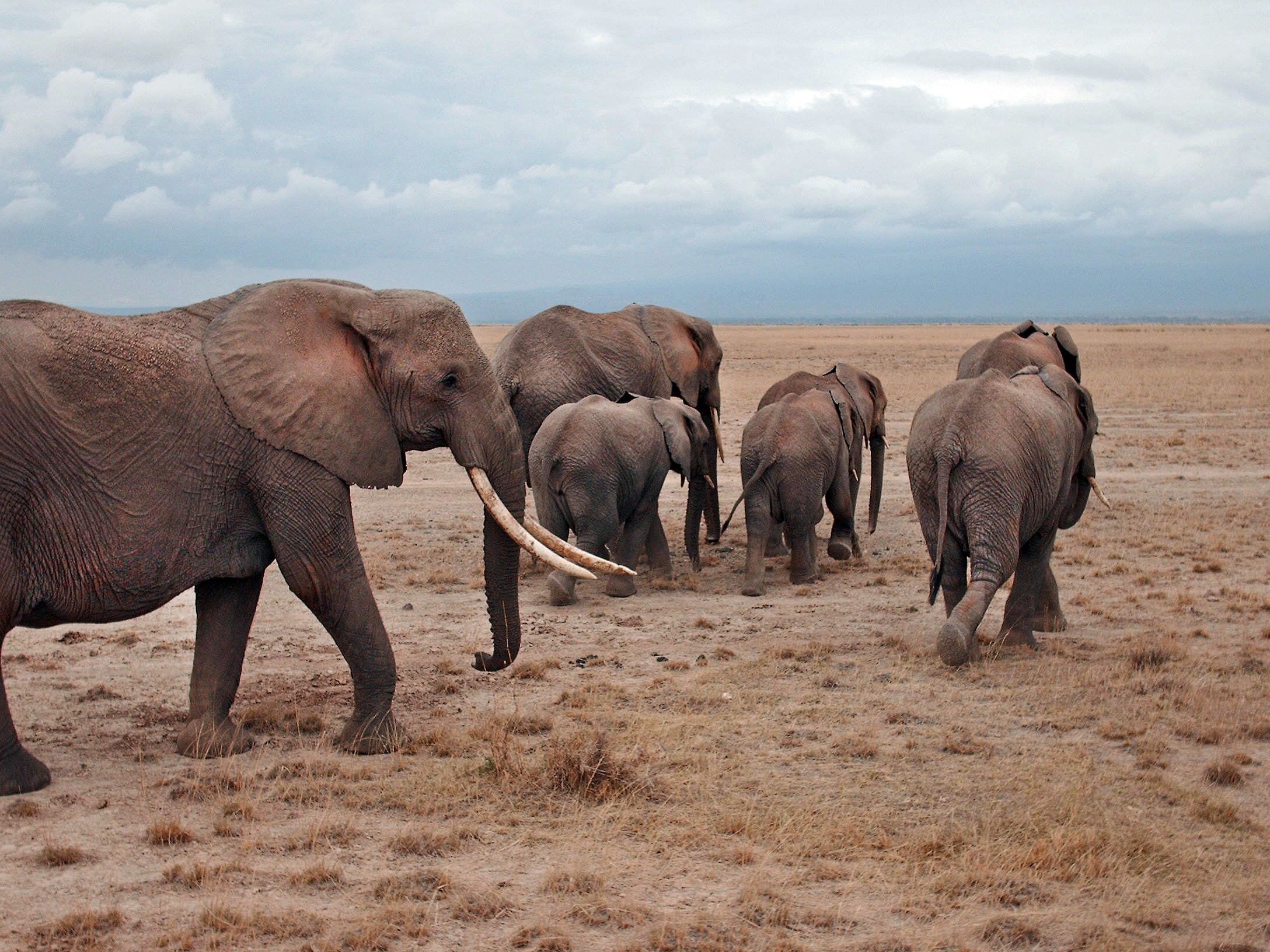
非洲象屬於非洲象屬，是一個廣為接受的分類單元。

分類單元（英語：Taxon，复数形式：Taxa），又稱分類單位或分類群，也可簡稱作類元或類群，是生物分类学上的基本概念，指一群擁有共同特徵的生物的集合體，為分類學工作中的客觀操作單位。通常情况下，每個分類單元都會依據相關的生物命名法规而被賦予一個專有的拉丁學名，同時和某個分类阶元（分類等級）相對應；換言之，分類單元可以是任何一個等級的具體類群，並有特定的拉丁學名，大到一個界、一個纲，小到一個属、一個種乃至一個亞種，都可稱之為分類單元。與分類階元的不同之處在於，分類單元不包含等級和級序的概念。
分类学家认为由一个或多个生物种群组成的群体，它们构成一个单元。虽然这并非强制性的，但分类单元通常有一个特定的名称和特定的等级，尤其是在它被接受或确立之后。然而，分类学家们对于分类单元的归属及其纳入标准存在分歧的情况十分常见，尤其是在基于等级的“林奈”命名法中（在系统发育命名法中则较少出现）。如果一个分类单元被赋予了正式的科学名称，那么它的使用将受命名法法规支配，该法规指定哪个科学名称对于特定的分组是正确的。

## 歷史
“分類單元”一詞由德国學者阿道夫·迈尔-阿比希在1926年首創並用於動物分類，原文作“taxon”，是英文“taxonomy”（分類學）的逆构（成）词，“taxonomy”一詞來自古希腊文“τάξις”（拉丁轉寫：taxis，意為安排）＋“-νομία ”（拉丁轉寫：-nomia，意為方法）。在植物學界，分類單元這一概念則由荷兰學者赫尔曼·约翰内斯·拉姆在1948年提出，并於1950年舉行的第七届国际植物学大会上正式采用。

## 阶层

生物分类学層次結構的8個主要分类阶元。中間的次要等級未顯示。

通常（但不一定）當一個分類單元被賦予正式名稱時，該分類單元可被指定一個分类阶元 (taxonomic rank)。

## 衍生概念
- 单系分类单元（英文：monophyletic taxon），由共同祖先及其所有后代组成的分类单元[9]。
- 多系分类单元（英文：polyphyletic taxon），又称复系分类单元，由来自不止一个祖先的后代组成的分类单元[9]。
- 偏系分类单元（英文：paraphyletic taxon），又称并系分类单元，由来自同一个祖先的部分后代组成的分类单元[9]。

## 另請參閱
- ABCD 模式（英语：ABCD Schema）
- α 分类学（英语：Alpha taxonomy）
- 已用名（英语：Chresonym）
- 支序分類學
- 民间分类法（英语：Folk taxonomy）
- 遗迹分类群（英语：Ichnotaxon）
- 《国际藻类、真菌和植物命名法规》
- 《国际动物命名法规》
- 使用易位构词法命名的分类单元列表（英语：List of taxa named by anagrams）
- 分类阶元 (植物学)（英语：Rank (botany)）
- 分类阶元 (动物学)（英语：Rank (zoology)）
- 分化 (分类学)（英语：Segregate (taxonomy)）
- 病毒分类表

## 备注
1. ↑  中文里“類群”一詞涵義廣泛，可指任意一群拥有相同或相似特徵的生物，例如生態行為相似的“生態類群”[4]，大致對應英文的“group”一詞，並不限於分類學範疇。